# Wasilij Jegorow (polityk)
Wasilij Grigorjewicz Jegorow (ros. Василий Григорьевич Егоров, ur. 1899 we wsi Bieriozowka w guberni tambowskiej, zm. 4 lipca 1950) – radziecki polityk, działacz partyjny.
Od marca 1917 członek SDPRR(b), od 1917 instruktor-agitator Rady Bakijskiej, sekretarz odpowiedzialny Rady Komisarzy Ludowych Komuny Bakijskiej, członek Prezydium Bakijskiego Komitetu RKP(b), redaktor gazety i zastępca przewodniczącego Komitetu Wykonawczego Rady Bakijskiej. Do 1922 przewodniczący Komitetu Wykonawczego Rady Bakijskiej, później pracownik KC RKP(b) i rejonowego komitetu RKP(b) w Moskwie, 1924-1925 sekretarz odpowiedzialny omskiego gubernialnego komitetu RKP(b). Od sierpnia 1927 do listopada 1930 sekretarz odpowiedzialny Wotskiego Komitetu Obwodowego WKP(b), następnie sekretarz rejonowego komitetu WKP(b) w Moskwie, sekretarz Moskiewskiego Komitetu Miejskiego WKP(b), zastępca przewodniczącego Centralnego Związku Stowarzyszeń Spożywców ZSRR, od 1934 do 5 grudnia 1936 I sekretarz Komitetu Obwodowego WKP(b) Czeczeńsko-Inguskiego Obwodu Autonomicznego. Od 5 grudnia 1936 do 10 października 1937 I sekretarz Czeczeńsko-Inguskiego Komitetu Obwodowego WKP(b), potem do kwietnia 1937 szef jarosławskiego oddziału planowego.
30 kwietnia 1938 aresztowany, 13 lipca 1941 skazany na 20 lat pozbawienia wolności, zmarł w więzieniu.